# توبي أديبايو رولينغ
توبي أديبايو رولينغ (بالإنجليزية: Tobi Adebayo-Rowling)‏، من مواليد 16 نوفمبر 1996، هو لاعب كرة قدم إنجليزي سابق، وكان يلعب مركز جناح، ولعب مع عدة أندية، ومنها إبسفليت يونايتد، لم ينضم للمنتخب الإنجليزي طوال حياته.